# سایمون ریچ
سایمون ریچ (انگلیسی: Simon Rich؛ زادهٔ ۵ ژوئن ۱۹۸۴) طنزپرداز و نویسندهٔ فیلمنامه و رمان اهل ایالات متحده آمریکا است. وی از سال ۲۰۰۷ میلادی تاکنون مشغول فعالیت بوده‌است.
از آثار او می‌توان به مرد در جستجوی زن، یک خیارشور آمریکایی و معجزه‌گران اشاره کرد.